# 朝鲜驻俄罗斯大使馆
朝鲜駐俄罗斯大使館是朝鲜民主主义人民共和国駐俄罗斯联邦的外交代表機構。它位于莫斯科電影製片廠街72号（俄语：  Мосфильмовская ул., 72)  。它由1975-1991年间建造的7栋建筑组成。朝鲜与苏联于1948年建交。1991年，俄罗斯联邦继承了苏联与朝鲜的外交关系。。

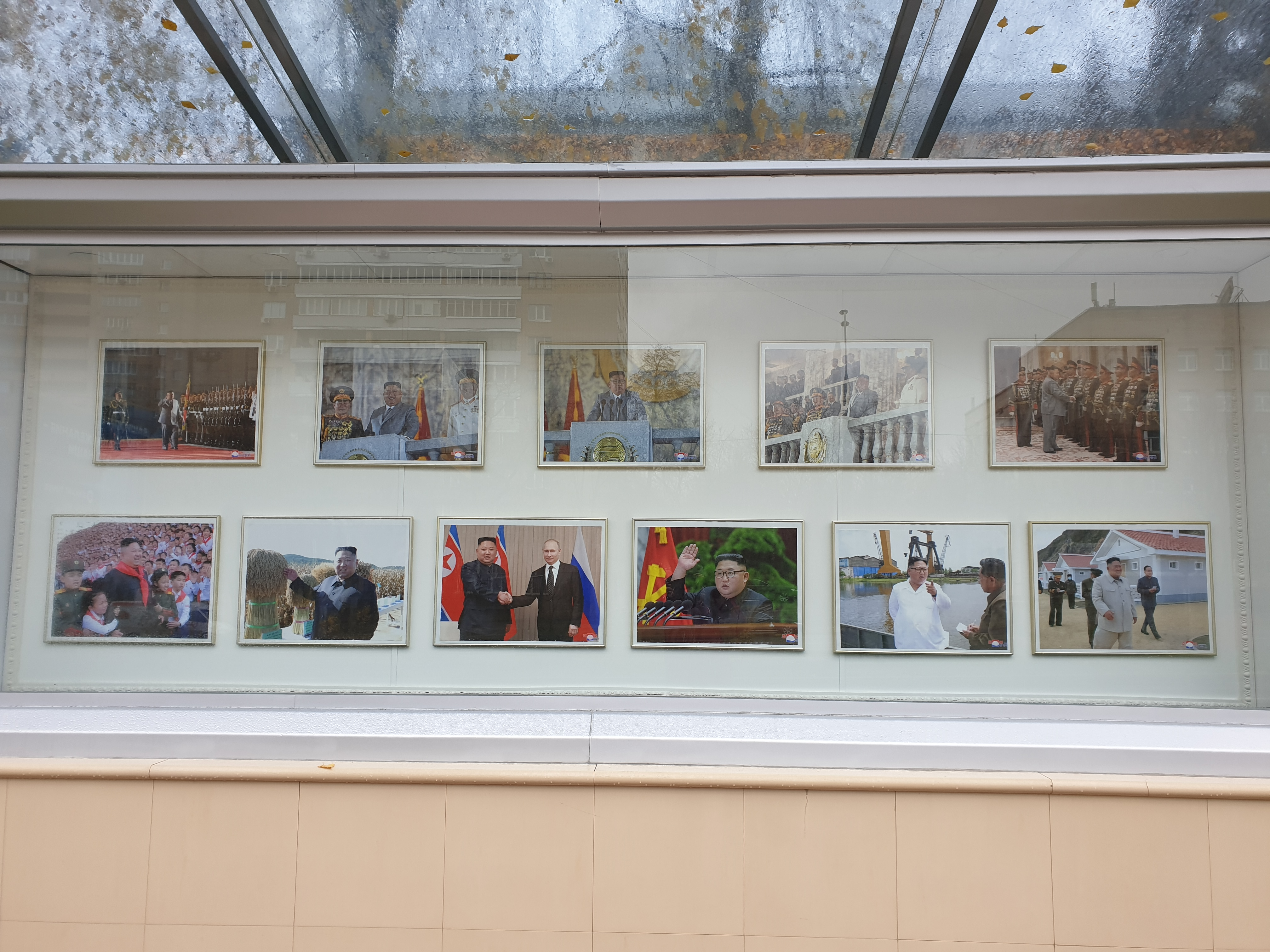
2020年11月7日，朝鲜駐俄罗斯大使館的櫥窗，展示了朝鲜领导人金正恩和俄罗斯总统弗拉基米尔·普京的照片

## 历任馆长

### 俄罗斯联邦时期
- 孙成弼（朝鲜语：／）：1992年-1998年，大使
- 朴义春（朝鲜语：／ Pak Ui Chun）：1998年4月-2006年4月，大使
- 金英才（朝鲜语：／ Kim Yong Jae）：2006年9月-2014年8月，大使
- 金衡俊（朝鲜语：／ Kim Hyung Jun）：2014年9月-，大使[4]
- 申红哲（日语：申紅哲）（朝鲜语：／）：2020年2月至今，大使